# Roger Lacourière
Roger Lacourière, né à Paris le 19 novembre 1892 et mort à Chessy le 17 août 1967, est un éditeur, imprimeur et graveur français.
Après avoir créé la maison d'éditions de livres illustrés Éditions de la Roseraie, il crée son atelier de gravure et d'imprimerie, l'Atelier Lacourière, devenu en 1957 l'Atelier Lacourière-Frélaut, dans lequel des artistes de grand renom iront effectuer leurs gravures.

## Biographie
Roger Lacourière vient d'une famille de graveurs.
Il fonde les Éditions de la Roseraie en 1923, au travers desquelles il publie des livres illustrés, sous la direction artistique d'Édouard Chimot. Une revue dédiée y est éditée : La Roseraie : Revue des Arts et des Lettres.
Graveur en taille-douce, il fonde en 1929 avec l'aide de Albert Skira son propre atelier, qui porte son nom,, au 11, rue Foyatier, à Montmartre,.
Il y explore plusieurs techniques de gravure, comme appliquer du sucre, de la résine, utiliser différents acides et encres, afin d'obtenir un large panel d'effets. L'atelier devient très connu et attire de nombreux artistes reconnus. Il travaille beaucoup avec Henri Matisse à la fin des années 1920 et avec Pablo Picasso, à partir de 1932, de qui il deviendra un ami, et à travers qui il fera la connaissance d'Ambroise Vollard. Il enseigne à Picasso l'utilisation du burin et l'aquatinte au sucre, que l'artiste utilise dans sa Suite Vollard, achevée en 1937 mais imprimée par Lacourière deux ans plus tard. Aldo Crommelynck y travaille de 1948 à 1955. De nombreux autres artistes travaillent dans son atelier, dont Georges Braque, Marc Chagall, André Derain, Joan Miró, André Masson, André Dunoyer de Segonzac, Pierre Soulages et Pierre-Yves Trémois,,. Le premier livre important publié est Cendrillon de Jules Pascin.
Quand Christian Zervos commande à Joan Miró trois gravures pour le recueil de poésie Enfance de Georges Hugnet, le peintre choisit l'atelier de Roger Lacourière, qui lui enseigne une ancienne technique utilisant une aiguille de phonographe. Il n'arrivera pas à maîtriser cette technique, mais Miró reviendra régulièrement à l'atelier.
Roger Lacourière est réputé pour ses capacités pédagogiques, et John Buckland Wright, un graveur néo-zélandais qui a travaillé à l'Atelier dans les années 1930, écrira à son propos :
« there is nothing he likes better than to initiate a young artist, or an older one for that matter, into the secrets of the profession. A quick masterly demonstration will save the artist weeks of fumbling experiment… »
— John Buckland Wright, Roger Lacourière and modern French engraving, 1948,

« il n'y a rien qu'il aime plus qu'initier un jeune artiste, ou un plus vieux, d'ailleurs, aux secrets de la profession. Une rapide démonstration magistrale va économiser à l'artiste des semaines d'expériences maladroites... »
En 1957, Jacques Frélaut, principal collaborateur de Lacourière et maître imprimeur, devient associé de Lacourière à la tête de l'atelier, qui s'appelle désormais Lacourière-Frélaut. Frélaut deviendra directeur à la mort de son fondateur.
Roger Lacourière meurt le 17 août 1967, et repose au cimetière Saint-Vincent de Montmartre, aux côtés de son épouse qui l'a rejoint en 1986.
L'atelier ferme définitivement en 2008.

## Ouvrages édités
- Jules Pascin, Cendrillon, 1929[6]
- André Breton, Le Revolver à cheveux blancs, 1932[13]
- André Jean, Marcel Jean, Mourir pour la patrie, 1936[14]
- Platon, Le Banquet, 1952[15]
- Roland Dorcely, S.O.S., 1961[16]

## Postérité
En 1979, Madeleine Lacourière, crée, en hommage à son mari, le prix de gravure Lacourière sous l'égide de la Fondation de France.

### Filmographie
- La Maison aux images, court métrage de Jean Grémillon, 1955.Description des techniques de gravure utilisées par les artistes dans l'Atelier.